# Quận Le Sueur, Minnesota
Quận Le Sueur là một quận thuộc tiểu bang Minnesota, Hoa Kỳ.
Quận này được đặt tên theo Pierre-Charles Le Sueur một nhà thám hiểm Pháp đến khu vực này năm 1700.. Theo điều tra dân số của Cục điều tra dân số Hoa Kỳ năm 2000, quận có dân số 25.426 người. Quận lỵ đóng ở Le Center6.

## Địa lý
Theo Cục điều tra dân số Hoa Kỳ, quận có diện tích 1227 km2, trong đó có 66 km2 là diện tích mặt nước.